# Курылыс (Актюбинская область)
Курылыс (каз. Құрылыс) — село в Иргизском районе Актюбинской области Казахстана. Административный центр Кызылжарского сельского округа. Село расположено на берегу реки Иргиз, на расстоянии примерно 36 км к западу-северо-западу (WNW) от села Иргиз, административного центра района, на высоте 117 метров над уровнем моря. Код КАТО — 156841100.

## Население
В 1999 году население села составляло 1281 человека (684 мужчины и 597 женщин). По данным переписи 2009 года, в селе проживало 1024 человека (509 мужчин и 515 женщин).